# Liu Jiayu
Liu Jiayu (chinesisch 刘佳宇, Pinyin Liú Jiāyǔ, * 17. September 1992 in Hegang) ist eine chinesische Snowboarderin. Sie startet in der Disziplin Halfpipe.

## Werdegang
Liu trat im Januar 2007 bei den Snowboard-Weltmeisterschaften in Arosa erstmals in Erscheinung. Dort belegte sie den 23. Platz. Bei den folgenden Winter-Asienspielen in Changchun holte sie die Bronzemedaille. Im März 2007 bestritt sie in Calgary ihre ersten Weltcuprennen und errang dabei die Plätze zwei und drei. Zu Beginn der Saison 2007/08 siegte sie im Europacup in Saas-Fee. Im Februar 2008 holte sie in Sungwoo und in Calgary ihre ersten Weltcupsiege. Des Weiteren kam sie in der Saison dreimal auf Platz vier und erreichte zum Saisonende den 12. Platz im Gesamtweltcup und den zweiten Rang im Halfpipe-Weltcup. Nach Platz vier beim Weltcup in Cardrona und Platz zwei bei den Burton New Zealand Open im Snow Park zu Beginn der Saison 2008/09, holte sie im Weltcup drei Siege und belegte zweimal den zweiten Platz. Beim Saisonhöhepunkt den Snowboard-Weltmeisterschaften 2009 in Gangwon gewann sie die Goldmedaille. Zum Saisonende kam sie auf den vierten Platz im Gesamtweltcup und den ersten Rang im Halfpipe-Weltcup. In der folgenden Saison errang er bei den Burton New Zealand Open den zweiten Platz und holte in Cardrona ihren sechsten Weltcupsieg. Bei den Olympischen Winterspielen 2010 in Vancouver wurde sie Vierte. Im folgenden Jahr gewann sie bei den Snowboard-Weltmeisterschaften 2011 in La Molina die Bronzemedaille. Im Februar 2011 siegte sie beim Weltcup in Yabuli. In der Saison 2012/13 kam sie im Weltcup dreimal unter die ersten Zehn. Dabei belegte sie in Sierra Nevada den zweiten Platz und siegte in Park City. Zum Saisonende erreichte sie den zweiten Platz im Halfpipe-Weltcup. Bei den Olympischen Winterspielen 2014 in Sotschi wurde sie Neunte. Zu Beginn der Saison 2015/16 siegte sie bei der Winter Dew Tour in Breckenridge. Bei den Winter-X-Games 2016 in Aspen errang sie den vierten Platz. Im Februar 2016 kam sie im Weltcup in Sapporo auf den zweiten Platz. Im folgenden Monat belegte sie bei den Burton US Open in Vail den 11. Platz und erreichte zum Saisonende den vierten Rang im Halfpipe-Weltcup. In der Saison 2016/17 errang sie beim Weltcup in Copper Mountain und in Pyeongchang jeweils den zweiten Platz und erreichte damit den neunten Platz im Freestyle-Weltcup und den dritten Rang im Halfpipe-Weltcup. Bei den Winter-X-Games 2017 wurde sie Fünfte. Im Februar 2017 gewann sie bei den Winter-Asienspielen 2017 in Sapporo die Goldmedaille. Bei den Snowboard-Weltmeisterschaften 2017 in Sierra Nevada kam sie auf den siebten Platz. In der Saison 2017/18 kam sie mit Weltcupsiegen in Copper Mountain und Laax auf den dritten Platz im Freestyle-Weltcup und auf den zweiten Rang im Halfpipe-Weltcup. Ende Januar 2018 wurde sie bei den Winter-X-Games in Aspen Sechste. Bei den Olympischen Winterspielen 2018 in Pyeongchang gewann sie hinter der US-Amerikanerin Chloe Kim die Silbermedaille in der Halfpipe. Bei den Winter-X-Games 2019 errang sie den vierten Platz. In der Saison 2019/20 erreichte sie mit drei dritten Plätzen und je einen zweiten und ersten Platz, den vierten Platz im Freestyle-Weltcup und den zweiten Platz im Halfpipe-Weltcup. Zudem siegte sie bei der Winter Dew Tour in Copper Mountain. Bei den Olympischen Winterspielen 2022 in Peking wurde sie Achte.

## Weltcupsiege
| Nr. | Datum             | Ort                  |
| --- | ----------------- | -------------------- |
| 1.  | 16. Februar 2008  | Sungwoo              |
| 2.  | 29. Februar 2008  | Calgary              |
| 3.  | 31. Oktober 2008  | Saas-Fee             |
| 4.  | 14. Januar 2009   | Gujo                 |
| 5.  | 21. März 2009     | Chiesa in Valmalenco |
| 6.  | 26. August 2009   | Cardrona             |
| 7.  | 13. Februar 2011  | Yabuli               |
| 8.  | 1. Februar 2013   | Park City            |
| 9.  | 21. Dezember 2017 | Secret Garden Resort |
| 10. | 20. Januar 2018   | Laax                 |
| 11. | 22. Dezember 2019 | Secret Garden Resort |

## Weltcup-Gesamtplatzierungen
| Saison  | Gesamt | Gesamt | Freestyle | Freestyle | Halfpipe | Halfpipe |
| Saison  | Punkte | Platz  | Punkte    | Platz     | Punkte   | Platz    |
| ------- | ------ | ------ | --------- | --------- | -------- | -------- |
| 2006/07 | 1760   | 30.    | –         | –         | 1760     | 7.       |
| 2007/08 | 3950   | 12.    | –         | –         | 3950     | 2.       |
| 2008/09 | 5100   | 4.     | –         | –         | 5100     | 1.       |
| 2009/10 | 1500   | 37.    | –         | –         | 1500     | 9.       |
| 2010/11 | –      | –      | 1260      | 11.       | 1260     | 9.       |
| 2011/12 | –      | –      | –         | –         | –        | –        |
| 2012/13 | –      | –      | 2660      | 2.        | 2660     | 2.       |
| 2013/14 | –      | –      | 640       | 33.       | 640      | 18.      |
| 2014/15 | –      | –      | 500       | 29.       | 500      | 9.       |
| 2015/16 | –      | –      | 1570      | 9.        | 1570     | 4.       |
| 2016/17 | –      | –      | 2500      | 9.        | 2500     | 3.       |
| 2017/18 | –      | –      | 2640      | 3.        | 2640     | 2.       |
| 2018/19 | –      | –      | –         | –         | –        | –        |
| 2019/20 | –      | –      | 3600      | 4.        | 3000     | 2.       |
| 2021/22 | –      | –      | 61        | 41.       | 61       | 13.      |
| 2023/24 | –      | –      | 125       | 22.       | 125      | 9.       |